# Обратна сила на закон
Под обратна сила на закон или закон „пост фактум“ (на латински: ex post facto – нещо направено след това) се разбира нормативен акт, който ретроспективно променя правните последствия за вече извършени действия или правния статус на факти и взаимоотношения, съществували преди влизането в сила на съответния закон. Ретроактивното действие се счита, че влияе негативно на правната сигурност.
В различните държави въпросът със законите „пост фактум“ е уреден по различен начин.

## В България

### В гражданското право
Обратна сила на нормативен акт може да се даде само по изключение, и то с изрична разпоредба. Обратна сила на подзаконов нормативен акт, издаден по приложението на друг нормативен акт, може да се даде само ако такава сила има актът, въз основа на който той е издаден.

### В административното право
Не може да се дава обратна сила на разпоредби, които предвиждат санкции, освен ако те са по-леки от отменените.

### В наказателното право
В пеналистиката Конституцията на Република България и ЕКЗПЧОС изключват обратното действие на наказателния закон. Изключено е да се криминализират деяния, които не са били обявени за престъпления по време на извършването им.
Правилото Nullum crimen, nulla poena sine praevia lege poenali (няма престъпление и наказание без предшестващ закон) е възприето в повечете вътрешни наказателни правни системи, включително българската (чл. 2 от НК). По отношение на дееца служебно се прилага най-благоприятния закон, дори да е приет след извършване на деянието.

## Международно право
В международното наказателно право Архив на оригинала от 2007-01-09 в Wayback Machine. Nullum crimen, nulla poena sine praevia lege poenali (няма престъпление и наказание без предшестващ закон) не е валиден принцип, тъй като се касае за особено опасни престъпления против мира и човечеството (чл. 15, т. 2 МПГПП). Изключение прави Римския статут на МНС от 1998 г. Архив на оригинала от 2007-07-02 в Wayback Machine., чл. 22, но това е теоретично спорно.
Европейската конвенция за правата на човека Архив на оригинала от 2007-03-23 в Wayback Machine., категорично забранява въвеждането на наказателни закони „пост фактум“.